# Kafe a cigára
Kafe a cigára (Coffee and Cigarettes) je nezávislý americký povídkový film z roku 2003, jehož režisérem byl Jim Jarmusch. První tři epizody vznikly samostatně v letech 1986, 1989 a 1993 jako krátké filmy.

## Povídky
- Těšilo mě? (Strange to Meet You), hrají: Roberto Benigni, Steven Wright, původně Kafe a cigára (Coffee and Cigarettes, 1986)
- Dvojčata (Twins), hrají: Joie Lee – hodné dvojče, Cinqué Lee – zlé dvojče, Steve Buscemi – číšník, Danny, původně Kafe a cigára II (Coffee and Cigarettes II, Memphis version), 1989
- Kdesi v Kalifornii (Somewhere in California), hrají: Iggy Pop – Iggy, Tom Waits – Tom, původně Kafe a cigára III, Kdesi v Kalifornii (Caffee and Cigarettes III, Somewhere in California, 1993)
- Hřebíčky do rakve (Those Things'll Kill Ya), hrají: Joe Rigano – Joe, Vinny Vella – Vinny, Vinny Vella Jr. – Vinny Jr.
- Renée (Renée), hrají: Renée French – Renée, E. J. Rodriguez – číšník
- Žádný problém (No Problem), hrají: Alex Descas – Alex, Isaach de Bankolé – Isaach,
- Sestřenky (Cousins), hrají: Cate Blanchett – Cate, Shelly, Michael Hogan – číšník
- Jack ukazuje Meg Teslův transformátor (Jack Shows Meg His Tesla Coil), hrají: Jack White – Jack, Meg White – Meg
- Bratranci? (Cousins?), hrají: Alfred Molina – Alfred, Steve Coogan – Steve, Katy Hanzs – Katy, fanynka
- Delirium (Delirium), hrají: GZA – GZA, RZA – RZA, Bill Murray – Bill
- Šampaňské (Champagne), hrají: Bill Rice – Bill, Taylor Mead – Taylor

## Ocenění filmu
- Cena Ústřední asociace filmových kritiků státu Ohaio pro herečku roku pro Cate Blanchett (Central Ohio Film Critics Association, 2005)
- část Kafe a cigára III, Kdesi v Kalifornii byla oceněna Zlatou palmou festivalu v Cannes za nejlepší krátký film v Cannes, 1993 a Cenu diváků na mezinárodním filmovém festivalu ve Varšavě, 1993